# 20. Luftwaffen-Felddivision
Die 20. Luftwaffen-Felddivision, auch Luftwaffen-Felddivision 20, später 20. Feld-Division (L) und 20. Luftwaffen-Sturm-Division, war ein militärischer Verband der Wehrmacht während des Zweiten Weltkrieges.

## Geschichte

### Aufstellung
Er wurde am 8. März 1943 aus überschüssigem Personal der Luftwaffe auf dem Truppenübungsplatz Munsterlager in Niedersachsen durch den Aufstellungs-Stab II des XIII. Fliegerkorps aufgestellt.

### Besatzungstruppe Dänemark
Von April 1943 bis Oktober 1943 nach Aalborg auf Jütland zum Befehlshaber der deutschen Truppen in Dänemark. Im Juli 1943 folgte die Ergänzung der Division durch Teile des Flieger-Regiment 23.

### Verlegung nach Italien
Im Oktober 1943 war die Division dem XIV. Panzerkorps in Italien unterstellt. Am 1. November 1943 wurde die Division als Felddivision 20 (L), auch 20. Feld-Division (L), in das Heer überführt.
Die 20. Feld-Division (L) wurde nun offiziell durch den Wehrkreis X geführt und dem Standort Rendsburg zugeordnet. Bereits zum 17. November 1943 erfolgte die Umgliederung in einen Radfahr-Verband, welcher zur Schnellen Truppe kam.

### Rückverlegung nach Jütland
Bis Mai 1944 war die Division ein zweites Mal in Jütland stationiert.

## 20. Luftwaffen-Sturm-Division

### Aufstellung durch Umbenennung
Am 1. Juni 1944 wurde die Division in 20. Luftwaffen-Sturm-Division umbenannt, ab 22. Juni 1944 wurde die Zuordnung in den Wehrkreis IX nach Göttingen verändert und die Division unter dem Kommando des Generalmajors Wilhelm Crisolli nach Mittelitalien verlegt.

### Verlegung nach Italien
Von Juni bis Anfang September 1944 war die Division in Umbrien und der Toskana im Einsatz, zunächst in den Räumen Orvieto und Livorno. In schweren Kämpfen und unter hohen Verlusten und nur knapp der Vernichtung entgangen, wurde die Division auf die „Arno-Stellung“ am Nordufer des Arno zurückgeworfen. Dort kam der Vormarsch der Alliierten bis Ende August 1944 zum Stillstand.
Die Division wurde nun aus der Front gezogen. Sie wurde, zunächst dem LXXV. Armeekorps des Kommandierenden Generals Anton Dostler und später wieder dem XIV. Panzerkorps des Generals Fridolin von Senger und Etterlin unterstellt und mit den Resten der zerschlagenen 19. Luftwaffen-Felddivision aufgefrischt, zuletzt im August 1943 noch mit deren I./Artillerie-Regiment 719. Die Division war mit der Küstenverteidigung, dem weiteren Ausbau der Gotenlinie, der Freihaltung der Nachschubwege und der Partisanenbekämpfung (im Sprachgebrauch der Wehrmacht und SS „Bandenbekämpfung“) im Raum der Apuanischen Alpen beauftragt. Zur Partisanenbekämpfung im Gebirge wurde ihr von Juli 1944 bis 6. September 1944 das Hochgebirgsjäger-Bataillon 3 unterstellt, neben dem Hochgebirgsjäger-Bataillon 4 seit November 1943 eines der beiden einzigen Hochgebirgsjäger-Bataillone der Wehrmacht.
Am 16. Juli 1944 hatte der Divisionsstab nach Nocchi di Camaiore, etwa 15 km nordwestlich Lucca verlegt und war in der Villa Contesso und den benachbarten Gebäuden des Grafen Graziani (nach ihren früheren Eigentümern auch Villa Montecatini genannt) untergezogen. Am Ortseingang von Nocchi diente die Villa Doroni als Gefängnis, während im weitläufigen Park der Villa Graziani ein Durchgangslager für die bei Razzien Festgenommenen eingerichtet wurde. Von dort wurden diese zu Arbeitseinsätzen „abkommandiert“ oder über das Sammellager der Wehrmacht in Lucca zur Zwangsarbeit nach Deutschland verschleppt bzw. in Konzentrationslager deportiert.:178 ff.
Am 31. August 1944 übernahm die 16. SS-Panzergrenadier-Division „Reichsführer SS“ die Villa Contesso als Divisionsgefechtsstand, sowie das Gefängnis und das Durchgangslager. Es sollte im Zusammenhang mit dem Massaker von Farneta noch berüchtigt werden.
Crisolli war mit seiner Division zur 10. Armee in den Raum Forlì an die Adria befohlen worden. Während die Verlegung der Division in vollem Gange war, ein Großteil befand sich bereits nördlich des Apennin in der Po-Ebene, gab Crisolli seinem Kommandeur von Senger und Etterlin in dessen Gefechtsstand in Bagni di Lucca am vermutlich 9. September 1944 noch ein „Abschiedsfrühstück“. Auf der Weiterfahrt wurde Crisolli dann am 10. September 1943 (auf der heutigen SP 632 unmittelbar südlich des Weilers Olivacci und etwa 2,5 Kilometer nordnordöstlich Pracchia) bei einem Überfall durch Partisanen tödlich verletzt.:203 Am Ort des Überfalls ist für den ebenfalls zu Tode gekommenen Partisanen Venturi ein Gedenkstein errichtet.

### Auflösung der Division
An der Adria wurde die Division sogleich in den dort bereits tobenden Kämpfen aufgerieben und am 28. November 1944 endgültig aufgelöst. Am 3. Januar 1945 wurden die noch vorhandenen Reste verteilt und meist in Feldausbildungs- oder Feldersatz-Einheiten umgewandelt.

## Kriegsverbrechen
Der Kommandeur der Division, Crisolli, hat jedenfalls die Erschießung eines Geistlichen und einer 17- und einer 46-Jährigen am 27. Juli 1944 in Pioppetti di Camaiore zu verantworten.:192–193 

## Gliederung der Division
Gliederung im Juli 1943:
- Luftwaffen-Jäger-Regiment 39 mit drei Bataillonen
- Luftwaffen-Jäger-Regiment 40 mit drei Bataillonen
- Luftwaffen-Artillerie-Regiment 20 mit vier Batterien (IV. Batterie blieb im November 1943 bei der Luftwaffe und wurde zu I./Flak-Regiment 48)
- Panzerjäger-Abteilung Luftwaffen-Felddivision 20
- Luftwaffen-Pionier-Bataillon 20
- Luftwaffen-Radfahr-Kompanie 20
- Luftwaffen-Nachrichten-Kompanie 20
- Versorgungs-Einheiten Luftwaffen-Felddivision 20

Gliederung im November 1943:
- Jäger-Regiment 39 (L) mit zwei Bataillonen (wird zum Radfahr-Regiment mit Schwadronen)
- Jäger-Regiment 40 (L) mit zwei Bataillonen (wird zum Radfahr-Regiment mit Schwadronen)
- Artillerie-Regiment 20 (L) mit drei Batterien (wird zum Radfahr-Regiment mit Schwadronen)
- Divisions-Einheiten 20 (L)

## Kommandeure
- Generalmajor Wolfgang Erdmann: April 1943
- Oberst Hermann Vaue: April 1943 bis August 1943
- Oberst/Generalmajor Robert Fuchs: von August 1943 bis September 1943
- Oberst/Generalmajor Erich Fronhöfer: von September 1943 bis November 1943
- Oberst/Generalmajor (Generalleutnant postum) Wilhelm Crisolli: von November 1943 bis 10. September 1944
- Oberst Völcker: September 1944
- Generalmajor Erich Fronhöfer: von September 1944 bis zur Auflösung

## Bekannte Divisionsangehörige
- Alfred Andersch (1914–1980), war ein deutscher Schriftsteller und zeitkritischer Autor